# Cheiracanthium aden
Cheiracanthium aden là một loài nhện trong họ Miturgidae.
Loài này thuộc chi Cheiracanthium. Cheiracanthium aden được miêu tả năm 2007 bởi Lotz.